# Лакримарія багатослізна
 
Лакримарія багатослізна, плакуча вдова (Lacrymaria lacrymabunda) — вид грибів роду лакримарія (Lacrymaria). Сучасну біномінальну назву надано у 1887 році. 

## Назва
Латинська назва роду Lacrymaria та назва виду lacrymabunda походять від латинського слова lacryma (сльози) оскільки темно-коричневі пластини гриба продукують чорні краплини рідини.

## Будова
Сіро-коричнева шапинка 5-10 см з пошарпаним вовняноподібним краєм часто має чорне забарвлення від спор, що стікають з пластин. Ніжка волокниста — 12 см з помітним кільцем від покривала. Пластинки прирослі з білим краєм. 

## Життєвий цикл
Плодові тіла з'являються у квітні - листопаді.

## Поширення та середовище існування
Росте у полях, біля стежок на голій землі, часто біля згарища та мертвої деревини чи коріння.

## Практичне використання
Їстівний гриб. Однак будь-яка їжа, проготовлена з цього гриба, нагадує чорну кашкоподібну масу.

## Галерея

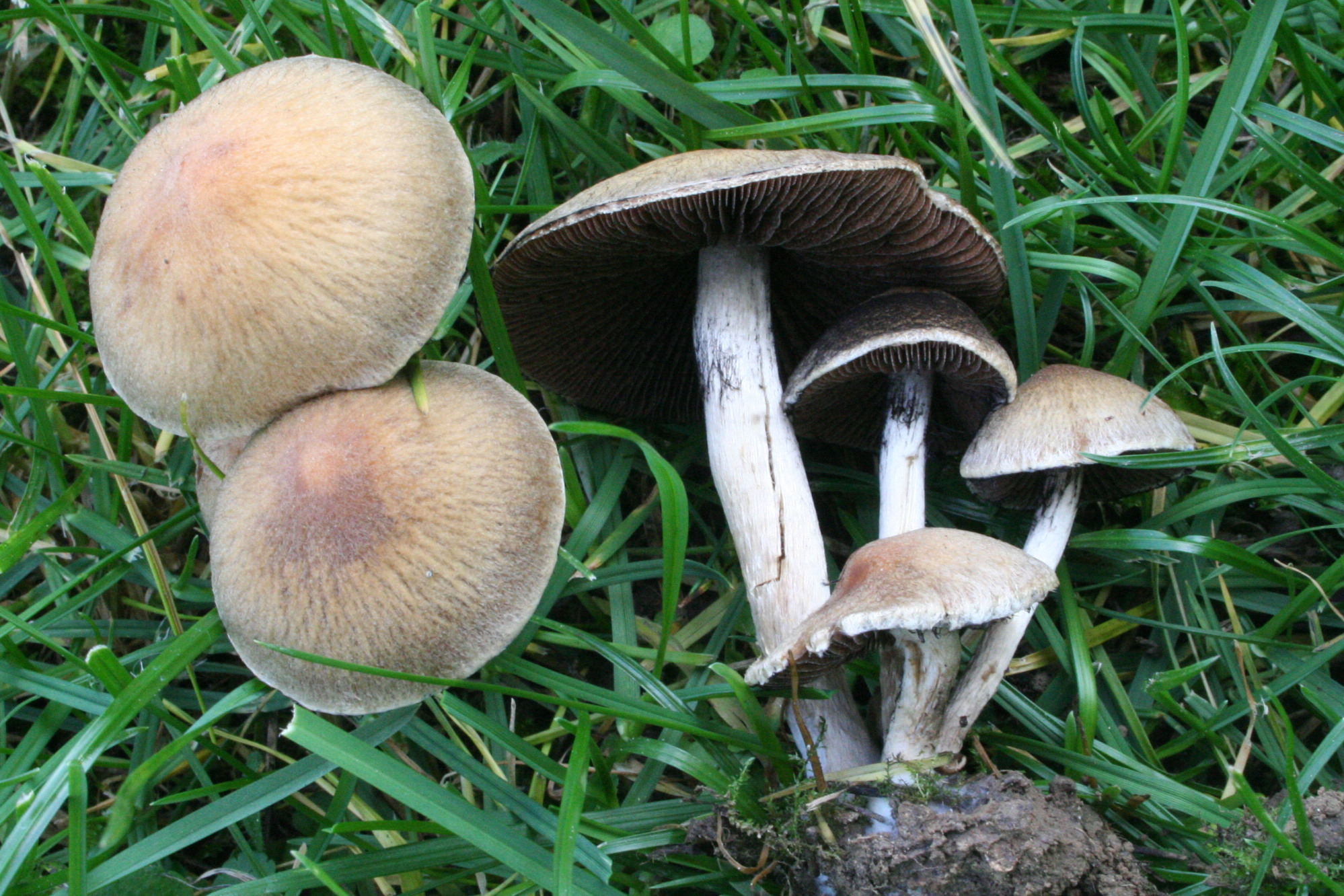
Лакримарія багатослізна в парку у Франції
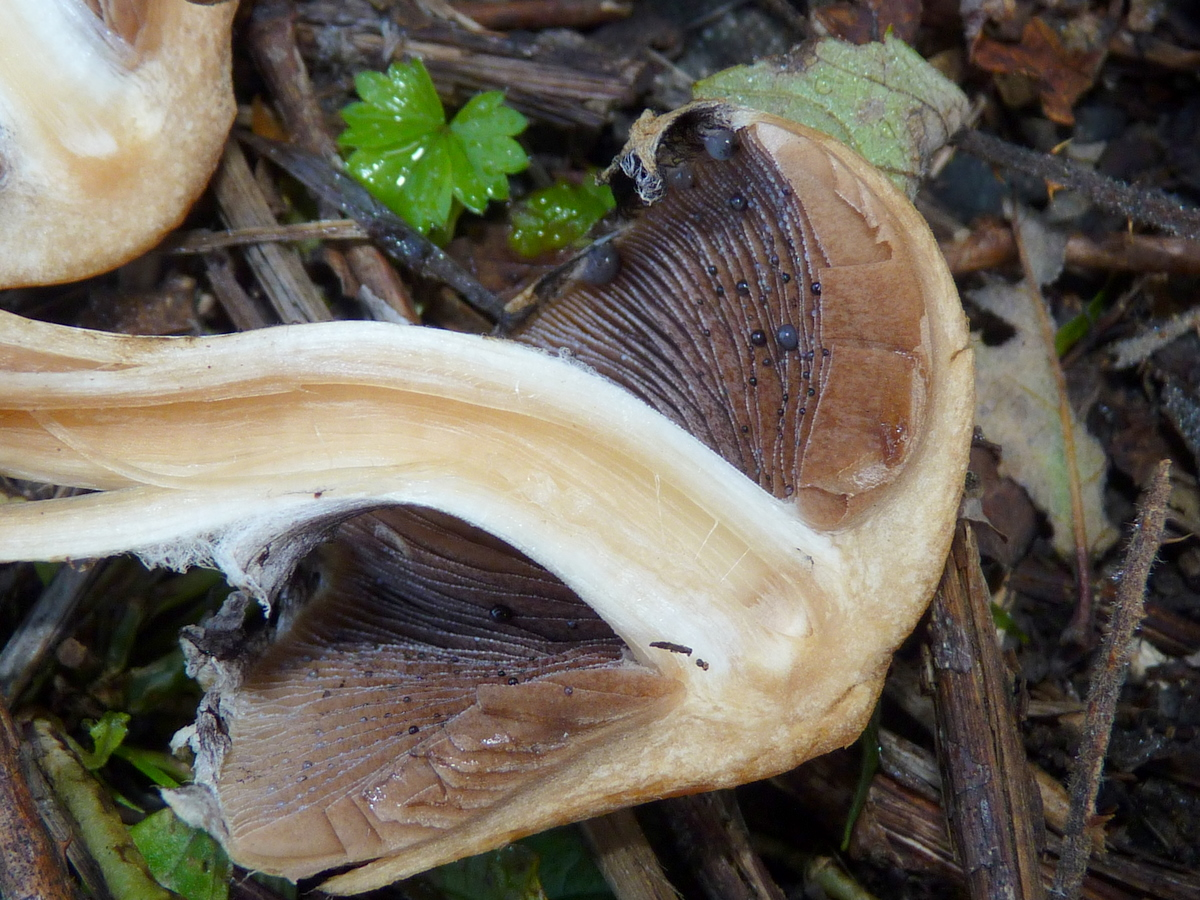
Краплини на пластинах
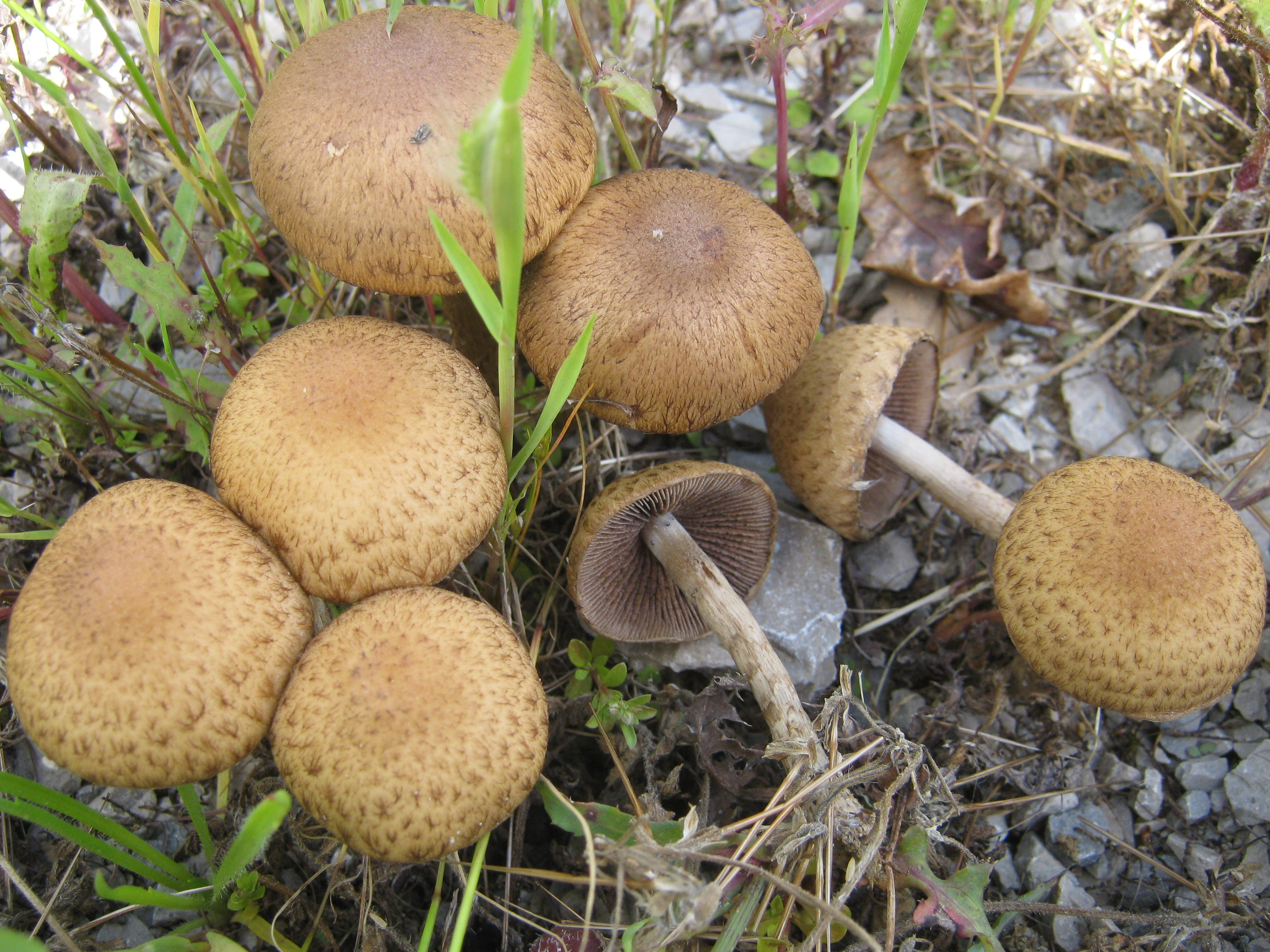